# Wehha
Wehha est un ancêtre légendaire de la dynastie des Wuffingas qui règne sur les Angles de l'Est au haut Moyen Âge.
Il figure dans les généalogies royales de la Collection anglienne comme le fils de Wilhelm, un lointain descendant du dieu Woden, et le père de Wuffa, l'éponyme de la dynastie des Wuffingas. La plupart des sources font de Wuffa le premier roi des Angles de l'Est, sauf l'Historia Brittonum, qui attribue cette distinction à Wehha dans une note marginale. Le début du règne de son fils est daté de 571 dans les chroniques de Henri de Huntingdon et Roger de Wendover, deux sources postérieures à la conquête normande de l'Angleterre.
Certains historiens considèrent que le nom Wehha pourrait être une forme hypocoristique de Weohstan, le nom d'un personnage du poème vieil-anglais Beowulf. Ce Weohstan est le chef du peuple des Wægmundings et le père de Wiglaf, le dernier compagnon du héros Beowulf.